# Proletarización

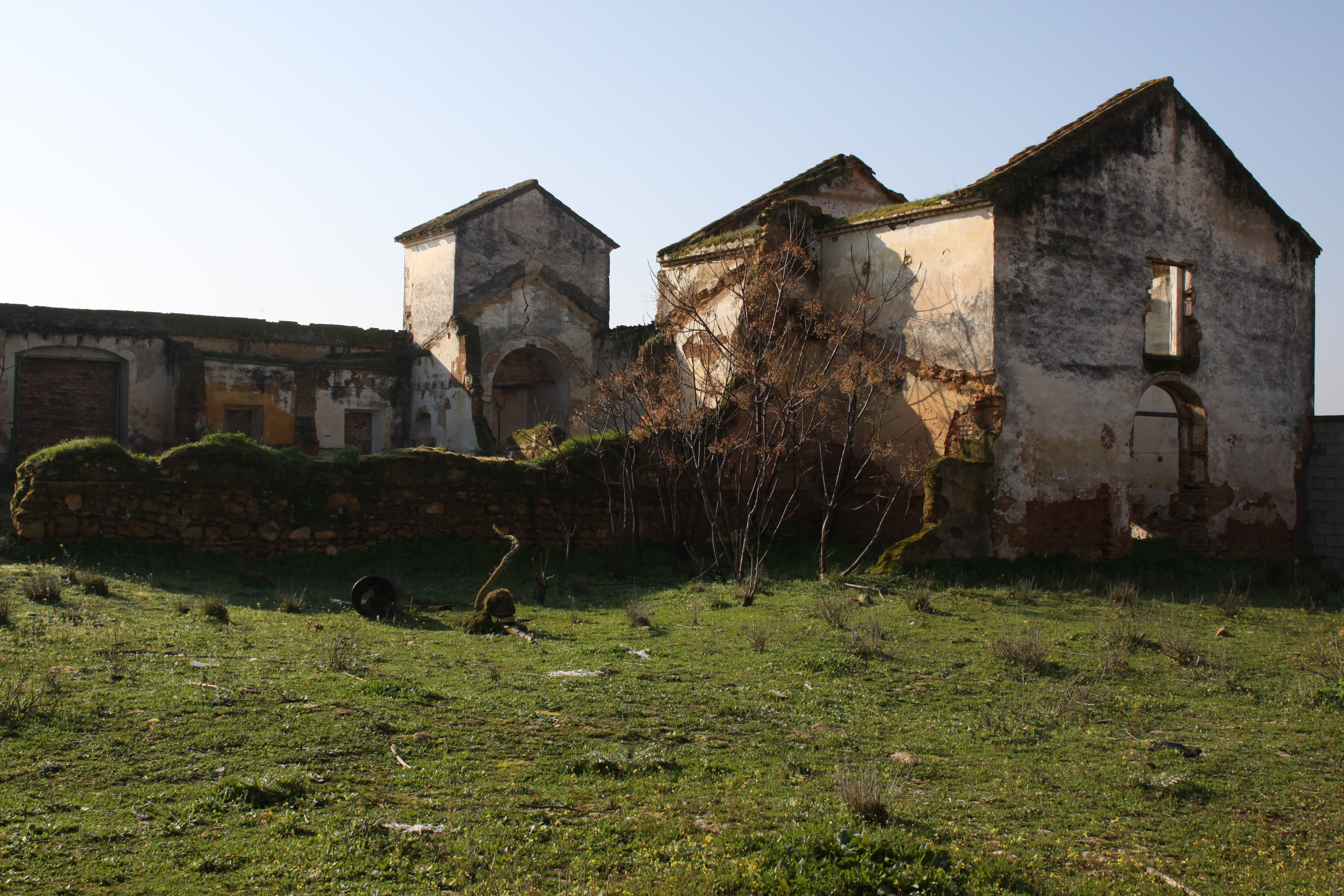
El éxodo rural ha sido uno de los procesos paralelos a la proletarización durante la Revolución Industrial, en la que comunidades de pequeños propietarios autosuficentes emigraron masivamente a las ciudades en busca de trabajo asalariado. Hoy en día, la deslocalización industrial genera procesos similares en países en vías de desarrollo.

La proletarización se refiere al proceso histórico y contemporáneo por el cual diversas clases sociales, incluida la pequeña burguesía y la aristocracia obrera, se convierten en proletarios, es decir, en trabajadores asalariados que carecen de propiedad en el modo de producción capitalista y solo tienen su fuerza de trabajo para vender.
Para la teoría marxista, la proletarización ha sido una de las formas más importantes de movilidad social descendente.

## Concepto marxista
Para Marx, el proceso de proletarización era una de las caras de la acumulación de capital. El crecimiento del capital implicaba un crecimiento de la clase obrera. La expansión de los mercados capitalistas necesitaba de un proceso de acumulación primitiva y privatización, que transfería cada vez más bienes a manos privadas, concentrando la riqueza en unas pocas personas. De esta manera, cada vez un mayor porcentaje de la población fue dependiendo de un trabajo asalariado, vendiendo su fuerza de trabajo a un empleador por un salario al carecer de otros bienes que permitieran la supervivencia.

#### Adaptación contemporánea
En el contexto actual de integración de los estados en el imperialismo y mayor desarrollo de las fuerzas productivas, la proletarización no se limita exclusivamente al sector industrial, sino que abarca a una gama más amplia de la clase trabajadora. Esto incluye tanto a la pequeña burguesía como a la aristocracia obrera, esta última compuesta por sectores privilegiados de la clase trabajadora que anteriormente tenían ciertos beneficios del Estado del Bienestar. Sin embargo, esta aristocracia obrera está perdiendo sus posiciones y se está equiparando al proletariado en términos de condiciones y luchas.
La proletarización se vincula al agotamiento del proyecto reformista de la socialdemocracia. A medida que las dificultades de valorización aumentan, la burguesía intensifica sus esfuerzos para transferir valor del trabajo al capital, lo que afecta a los sectores que alguna vez se beneficiaron de la socialdemocracia. Esto lleva al declive de la socialdemocracia y crea nuevas oportunidades para el desarrollo de la organización revolucionaria. La proletarización no solo se refiere a la pérdida de posiciones materiales, sino también a las dimensiones culturales y represivas que la burguesía emplea para controlar y debilitar a la clase trabajadora en un contexto de acumulación insuficiente.